# Teen Choice Award for Choice Movie - Drama
Il Teen Choice Award for Choice Movie – Drama è un premio assegnato dal 1999 nell'ambito del Teen Choice Awards al migliore film drammatico, stabilito da una giuria di adolescenti, come da regolamento.

## Vincitori e candidati
I vincitori sono indicati in grassetto, a seguire gli altri candidati.

### Anni 1990-2000
- 1999:- Cruel Intentions - Prima regola non innamorarsi (Cruel Intentions), regia di Roger Kumble
  - Nemico pubblico (Enemy of the State), regia di Tony Scott
  - La leggenda di un amore - Cinderella (Ever After), regia di Andy Tennant
  - Cielo d'ottobre (October Sky), regia di Joe Johnston
  - Pleasantville, regia di Gary Ross
  - Star Wars: Episodio I - La minaccia fantasma (Star Wars: Episode I - The Phantom Menace), regia di George Lucas
  - Nemiche amiche (Stepmom), regia di Chris Columbus
  - Varsity Blues, regia di Brian Robbins

### Anni 2000-2010
- 2000:- The Sixth Sense - Il sesto senso (The Sixth Sense), regia di M. Night Shyamalan
  - American Beauty, regia di Sam Mendes
  - The Beach, regia di Danny Boyle
  - Le regole della casa del sidro (The Cider House Rules), regia di Lasse Hallström
  - Ragazze interrotte (Girl, Interrupted), regia di James Mangold
  - Love & Basketball, regia di Gina Prince-Bythewood
  - Romeo deve morire (Romeo Must Die), regia di Andrzej Bartkowiak
  - Il talento di Mr. Ripley (The Talented Mr. Ripley), regia di Anthony Minghella
- 2001:- Pearl Harbor, regia di Michael Bay
  - Quasi famosi (Almost Famous), regia di Cameron Crowe
  - Il destino di un cavaliere (A Knight's Tale), regia di Brian Helgeland
  - Lara Croft: Tomb Raider, regia di Simon West
  - La mummia - Il ritorno (The Mummy Returns), regia di Stephen Sommers
  - Il sapore della vittoria (Remember the Titans), regia di Boaz Yakin
  - Save the Last Dance, regia di Thomas Carter
  - Vertical Limit, regia di Martin Campbell
- 2002:- Spider-Man, regia di Sam Raimi
  - A Beautiful Mind, regia di Ron Howard
  - Black Hawk Down - Black Hawk abbattuto (Black Hawk Down), regia di Ridley Scott
  - Harry Potter e la pietra filosofale (Harry Potter and the Philosopher's Stone), regia di  Chris Columbus
  - Il Signore degli Anelli - La Compagnia dell'Anello (The Lord of the Rings: The Fellowship of the Ring), regia di Peter Jackson
  - Men in Black II, regia di Barry Sonnenfeld
  - Moulin Rouge!, regia di Baz Luhrmann
  - Star Wars: Episodio II - L'attacco dei cloni (Star Wars: Episode II - Attack of the Clones), regia di George Lucas
- 2003:- Non assegnato
- 2004:- Non assegnato
- 2005:- Le pagine della nostra vita (The Notebook), regia di Nick Cassavetes
  - The Aviator, regia di Martin Scorsese
  - Coach Carter, regia di Thomas Carter
  - Neverland - Un sogno per la vita (Finding Neverland), regia di Marc Forster
  - Friday Night Lights, regia di Peter Berg
  - La mia vita a Garden State (Garden State), regia di Zach Braff
  - Squadra 49 (Ladder 49), regia di Jay Russell
  - 4 amiche e un paio di jeans (The Sisterhood of the Traveling Pants), regia di Ken Kwapis
- 2006:- Harry Potter e il calice di fuoco (Harry Potter and the Goblet of Fire), regia di Mike Newell
  - Flightplan - Mistero in volo (Flightplan), regia di Robert Schwentke
  - Goal!, regia di Danny Cannon
  - Orgoglio e pregiudizio (Pride and Prejudice), regia di Joe Wright
  - Ti va di ballare? (Take the Lead), regia di Liz Friedlander
  - Quando l'amore brucia l'anima - Walk the Line (Walk the Line), regia di James Mangold
- 2007:- La ricerca della felicità (The Pursuit of Happyness), regia di Gabriele Muccino
  - The Departed - Il bene e il male (The Departed), regia di Martin Scorsese
  - The Guardian - Salvataggio in mare (The Guardian), regia di Andrew Davis
  - Step Up, regia di Anne Fletcher
  - Stepping - Dalla strada al palcoscenico (Stomp the Yard), regia di Sylvain White
- 2008:- Step Up 2 - La strada per il successo (Step Up 2 the Streets), regia di Jon M. Chu
  - 21, regia di Robert Luketic
  - La musica nel cuore - August Rush (August Rush), regia di Kirsten Sheridan
  - Into the Wild - Nelle terre selvagge (Into the Wild), regia di Sean Penn
  - Stop-Loss, regia di Kimberly Peirce
- 2009:- Twilight, regia di Catherine Hardwicke
  - Angeli e demoni (Angels and Demons), regia di Ron Howard
  - Il curioso caso di Benjamin Button (The Curious Case of Benjamin Button), regia di David Fincher
  - Obsessed, regia di Steve Shill
  - The Millionaire (Slumdog Millionaire), regia di Danny Boyle

### Anni 2010-2020
- 2010:- The Blind Side, regia di John Lee Hancock
  - Dear John, regia di Lasse Hallström
  - The Last Song, regia di Julie Anne Robinson
  - Remember Me, regia di Allen Coulter
  - The Runaways, regia di Floria Sigismondi
- 2011:- Il cigno nero (Black Swan), regia di Darren Aronofsky
  - Limitless, regia di Neil Burger
  - The Roommate - Il terrore ti dorme accanto (The Roommate), regia di Christian E. Christiansen
  - Soul Surfer, regia di Sean McNamara
  - Come l'acqua per gli elefanti (Water for Elephants), regia di Francis Lawrence
- 2012:- Ho cercato il tuo nome (The Lucky One), regia di Scott Hicks
  - Drive, regia di Nicolas Winding Refn
  - The Help, regia di Tate Taylor
  - La memoria del cuore (The Vow), regia di Michael Sucsy
  - La mia vita è uno zoo (We Bought a Zoo), regia di Cameron Crowe
- 2013:- Noi siamo infinito (The Perks of Being a Wallflower), regia di Stephen Chbosky
  - Argo, regia di Ben Affleck
  - Il grande Gatsby (The Great Gatsby), regia di Baz Luhrmann
  - The Impossible, regia di Juan Antonio Bayona
  - Les Misérables, regia di Tom Hooper
- 2014:- Colpa delle stelle (The Fault in Our Stars), regia di Josh Boone
  - American Hustle - L'apparenza inganna (American Hustle), regia di David O. Russell
  - Il paradiso per davvero (Heaven is for Real), regia di Randall Wallace
  - Million Dollar Arm, regia di Craig Gillespie
  - Veronica Mars - Il film (Veronica Mars), regia di Rob Thomas
- 2015:- Resta anche domani (If I Stay), regia di R. J. Cutler
  - Adaline - L'eterna giovinezza (The Age of Adaline), regia di Lee Toland Krieger
  - Fury, regia di David Ayer
  - La risposta è nelle stelle (The Longest Ride), regia di George Tillman Jr.
  - McFarland, USA, regia di Niki Caro
  - La teoria del tutto (The Theory of Everything), regia di James Marsh
- 2016:- Miracoli dal cielo (Miracles from Heaven), regia di Patricia Riggen
  - 10 Cloverfield Lane, regia di Dan Trachtenberg
  - Creed - Nato per combattere (Creed), regia di Ryan Coogler
  - Sopravvissuto - The Martian (The Martian), regia di Ridley Scott
  - Point Break, regia di Ericson Core
  - Straight Outta Compton, regia di F. Gary Gray
- 2017:- Noi siamo tutto (Everything, Everything), regia di Stella Meghie
  - Prima di domani (Before I Fall), regia di Ry Russo-Young
  - 17 anni (e come uscirne vivi) (The Edge of Seventeen), regia di Kelly Fremon Craig
  - Gifted - Il dono del talento (Gifted), regia di Marc Webb
  - Il diritto di contare (Hidden Figures), regia di Theodore Melfi
  - The Shack, regia di Stuart Hazeldine
- 2018:- The Greatest Showman, regia di Michael Gracey
  - Il sole a mezzanotte - Midnight Sun (Midnight Sun), regia di Scott Speer
  - Assassinio sull'Orient Express (Murder on the Orient Express), regia di Kenneth Branagh
  - A Quiet Place - Un posto tranquillo (A Quiet Place), regia di John Krasinski
  - Obbligo o verità (Truth or Dare), regia di Jeff Wadlow
  - Wonder, regia di Stephen Chbosky
- 2019:- After, regia di Jenny Gage
  - Bohemian Rhapsody, regia di Bryan Singer
  - Atto di fede (Breakthrough), regia di Roxann Dawson
  - A un metro da te (Five Feet Apart), regia di Justin Baldoni
  - Il coraggio della verità - The Hate U Give (The Hate U Give), regia di George Tillman Jr.
  - Tutte le volte che ho scritto ti amo (To All the Boys I've Loved Before), regia di Susan Johnson

### Anni 2020-2029
- 2020:- Edizione cancellata a causa della Pandemia di COVID-19 negli Stati Uniti d'America
- 2021:- Edizione cancellata a causa della Pandemia di COVID-19 negli Stati Uniti d'America